# Folsomia diplophthalma
Folsomia diplophthalma is een springstaartensoort uit de familie van de Isotomidae. De wetenschappelijke naam van de soort is voor het eerst geldig gepubliceerd in 1902 door Axelson.